# Compianto sul Cristo morto (Correggio)
Il Compianto sul Cristo morto è un dipinto a olio su tela (157x182 cm) di Correggio, databile al 1524 circa e conservato nella Galleria nazionale di Parma. Con il Martirio dei quattro santi faceva parte della decorazione della Cappella Del Bono nella chiesa di San Giovanni Evangelista: le due tele decoravano le pareti laterali: il Compianto a destra e il Martirio a sinistra.

## Storia
Le due tele della Cappella Del Bono sono già citate nella prima edizione delle Vite di Vasari (1550) seppure con l'erronea collocazione nel Duomo di Parma. La commissione era decisamente importante e fu ottenuta probabilmente anche grazie al successo riscosso dall'imponente affresco della cupola della chiesa di San Giovanni che il Correggio aveva appena terminato.
Il committente era il nobile parmense Placido Del Bono.

## Descrizione e stile
La tela rappresenta il Compianto delle persone più vicine a Cristo che, dopo la deposizione dalla croce (che si intravede sullo sfondo), si raccolgono attorno al suo corpo abbandonato: una delle Marie, San Giovanni che sorregge la Madonna sconvolta dal dolore, la Maddalena piangente ai piedi di Cristo e,sullo sfondo, Nicodemo con la tenaglia che ha tolto i chiodi dalla croce. Si tratta di un tema caro alla devozione popolare fin dal medioevo, poiché permetteva ai fedeli di immedesimarsi, partecipando al dolore per il sacrificio di Gesù.
La composizione della scena fu studiata con abilità per essere vista da un'angolazione obliqua, tenendo conto del punto di vista dell'osservatore che si trovava all'ingresso della cappella. La tela è organizzata secondo una diagonale suggerita dal corpo di Cristo poggiato sul grembo della Madre svenuta, sostenuta dal giovane san Giovanni. Lo scorcio prospettico esalta la forte dinamicità drammatica delle figure (con la Madonna come indimenticabile protagonista).
L'artista qui segna un ulteriore sviluppo nella ricerca dedicata alla rappresentazione dei "moti dell'animo" che aveva iniziato ad interessare il Correggio a partire dal secondo decennio del Cinquecento.
Molti artisti trassero incisioni dalla figura di Maddalena e permisero a questa invenzione di circolare fra le botteghe dei pittori e nelle raccolte dei collezionisti. Francesco Scannelli le dedicò un intero paragrafo del suo Microcosmo mettendola addirittura in confronto con la Maddalena penitente di Caravaggio.
In generale si può dire che il Compianto costituì un modello anche per artisti seicenteschi, come Annibale Carracci, che seppero svilupparne il pathos in direzione barocca.